# Deryck Sampson
Deryck Sampson (New York, 30 mei 1925 – New York, 3 oktober 1949) was een Amerikaans boogiewoogie- en jazzpianist.

## Biografie
Sampson maakte op zijn zeventiende al opnames. Onder eigen naam kwam hij in de jaren 1943/44 met een reeks singles, waaronder twee nummers van Emporia 'Lefty' Scott: "Homeless on the Range"/"Canal Street Boogie Woogie" (Beacon Records 7004). Andere nummers waren "Blackberry Jam“/ "Monday's Wash“ (Beacon 7006), "Chinese Boogie Woogie“/"Kansas City Boogie Woogie“ (Beacon 7005) en "Table Top Boogie“ (Joe Davis Records 7016).
Begin 1945 begeleidde hij Mildred Bailey in de CBS-radioshow Music 'Til Midnight ("Sweet Georgia Brown“), tevens trad hij in een soundie op, met een jazzcombo en zangeres Mabel Lee ("Half-Past Jump Time“). In 1946 nam hij voor Joe Davis’ label nog de nummers "Boogie Serenade“/"Boogie on the Volga“ (Davis 1017) op. In 1947 nam hij op met Jackie Paris, in Los Angeles ("Skylark“). In de jazz speelde hij tussen 1943 en 1947 mee op acht opnamesessies. Door ziekte moest hij zijn loopbaan voortijdig beëindigen. Hij overleed in 1949 op 24-jarige leeftijd.